# Niuginitrichia rouna
Niuginitrichia rouna är en nattsländeart som beskrevs av Wells 1990. Niuginitrichia rouna ingår i släktet Niuginitrichia och familjen smånattsländor. Inga underarter finns listade i Catalogue of Life.